# Nadir Nogueira
Nadir do Nascimento Nogueira (12 de agosto de 1954, Teresina, Piauí) é uma professora e nutricionista brasileira. É, desde novembro de 2024, reitora da Universidade Federal do Piauí, quando foi nomeada pelo presidente Luiz Inácio Lula da Silva para o cargo, tornando-se a primeira mulher a ocupar essa posição na história da instituição.